# 小行星2427
小行星2427（2427 Kobzar）是一颗围绕太阳公转的小行星。1976年12月20日，尼古拉·切爾尼赫在克里米亚发现了此天体。
該小行星以烏克蘭詩人塔拉斯·謝甫琴科命名。
这颗小行星的绝对星等为171.867016560786等。